# Architecture éclectique en Russie
L' architecture éclectique en Russie ou l'éclectisme en Russie (en langue russe : эклектизм) (grec ancien : ἐκλεκτός « choix, sélection » du verbe grec ancien : ἐκλέγω « Je choisis, je sélectionne ») est un courant architectural répandu en Russie, comme dans toute l'Europe, entre les années 1830 et 1890. Il combine différents éléments stylistiques, en choisissant des éléments hétérogènes provenant de styles différents. Par ailleurs, il cherche à créer un lien entre la fonction du bâtiment et sa forme. 

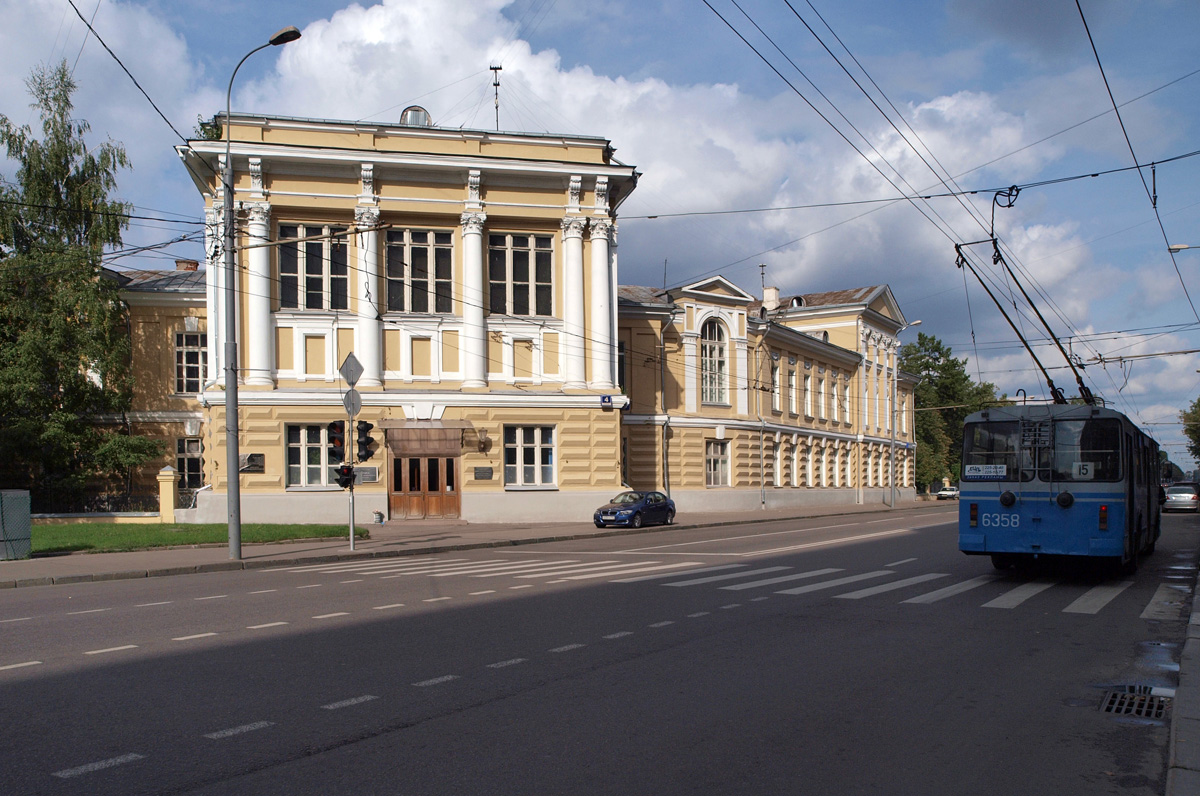
éclectisme tardif /Clinique universitaire Moscou, B Pirogovskaya 4C1 vers 1890
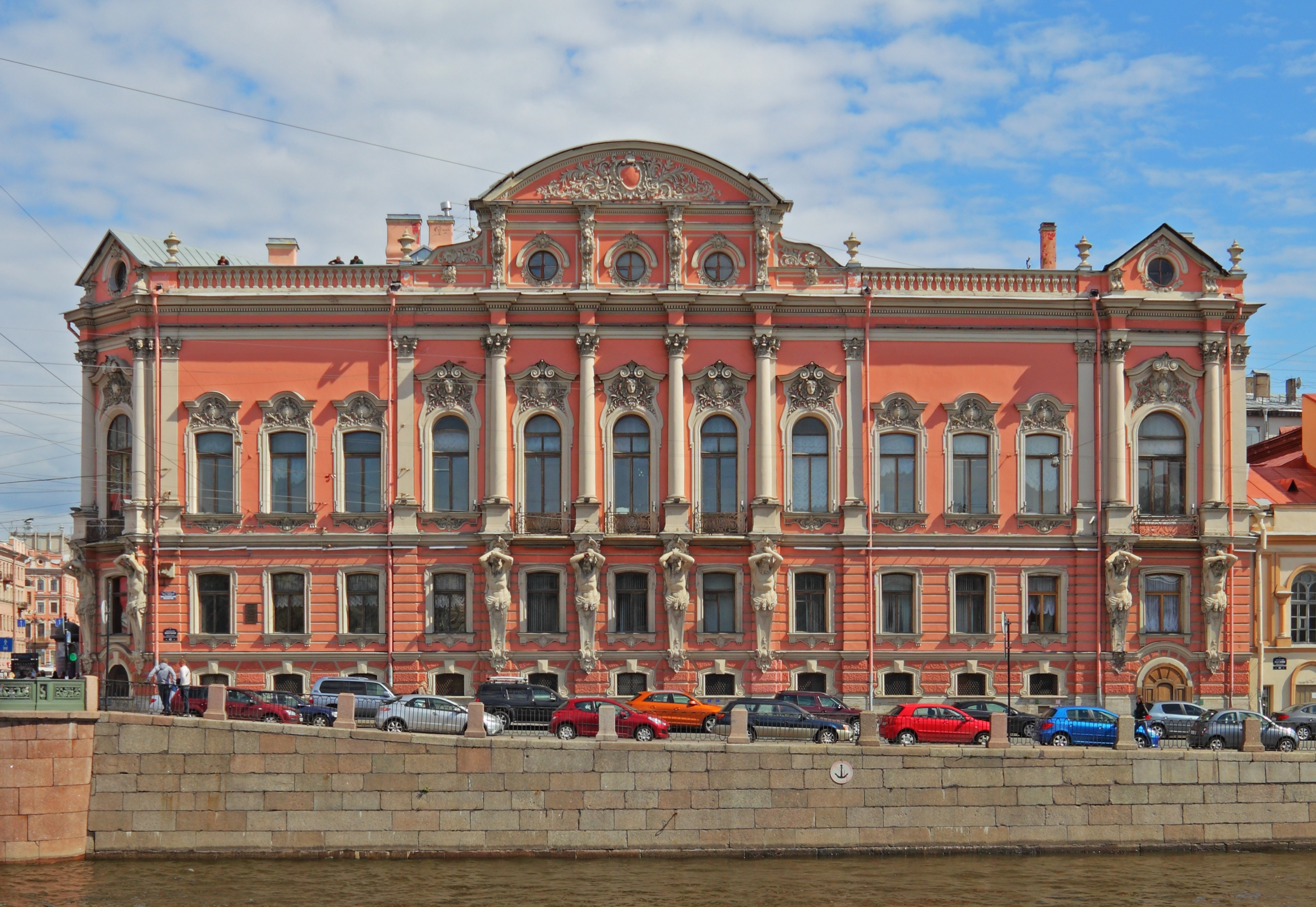
Palais Belosselski-Belozerski éclectisme précoce Andreï Stackenschneider 1847-1848
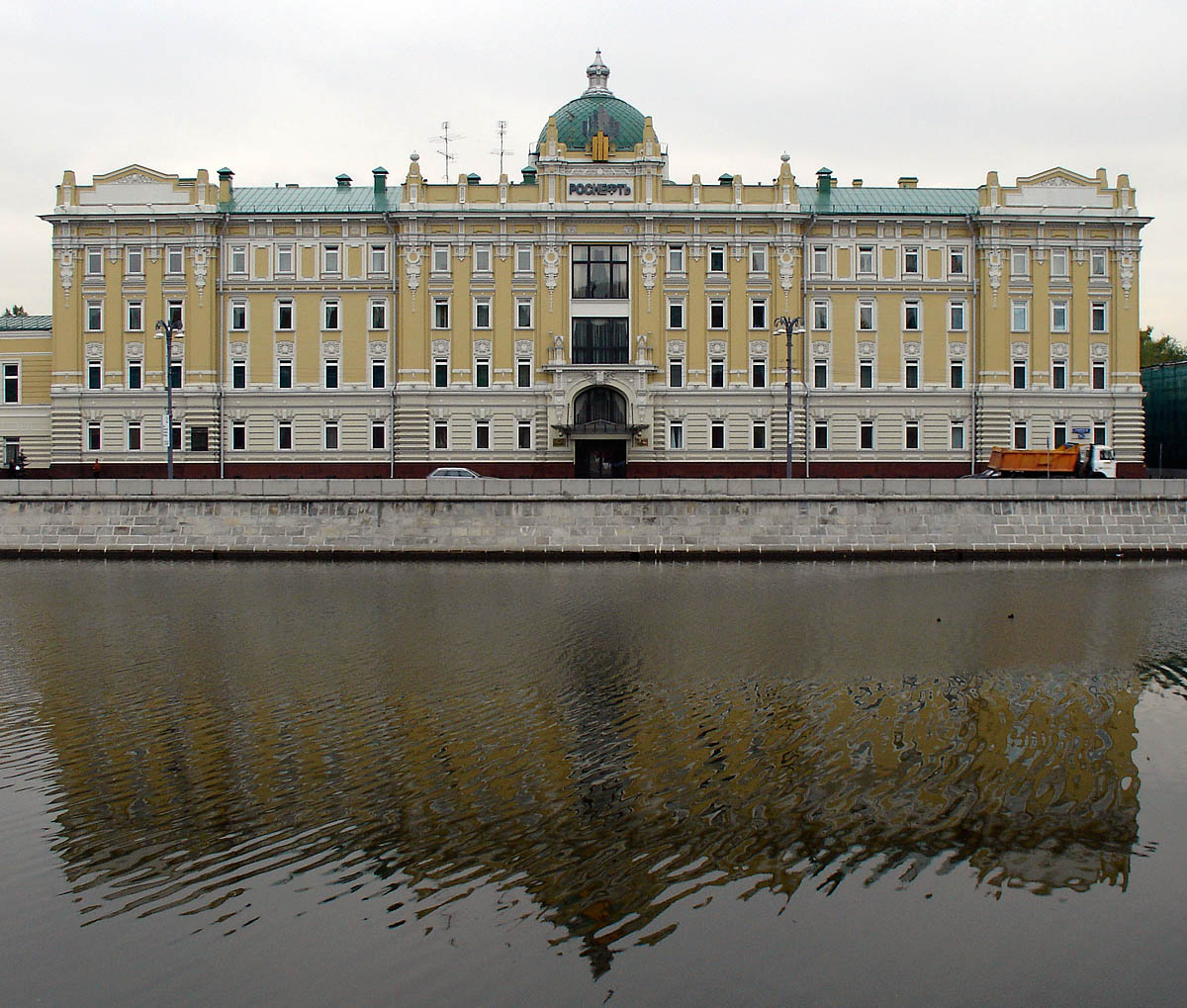
Moscou, no 26 quai Sainte-Sophie siège de la Rosneft, style éclectique

## Histoire
L'inspiration des architectes de ce courant éclectique provient de diverses sources qui les font utiliser les techniques de compositions d'un style, et les formes décoratives d'un autre. Un modèle symétrique d'architecture classique, par exemple, se voit décoré suivant un style russe ancien asymétrique et pittoresque. Cette combinaison permet une grande liberté d'organisation architecturale.
Le langage du classicisme était universel et les ordres architecturaux restaient les mêmes qu'il s'agisse de banques, de théâtres, de casernes. Avec l'éclectisme au contraire, est introduite l'idée d'un lien nécessaire entre la fonction et la forme. Le style de la Renaissance florentine rappelait les banques et était donc approprié pour les immeubles abritant des banques. Le style Louis XV associé à la frivolité et au divertissement était idéal pour l'architecture d'un théâtre. L'architecture a pour objet par la représentation extérieure, le sens et le but du bâtiment. Le terme éclectisme avait une signification positive qu'il perdra, devenant une « antivaleur » à l'époque soviétique.
Le dramaturge romantique Nestor Koukolnik écrit : « Notre époque est une époque d'éclectisme, et elle sait qu'il existe pour toute chose des options intelligentes ». L'idée exprimée est que le choix constitue la base de l'éclectisme en tant que système artistique.
Ces conceptions anticipent de plusieurs décennies les concepts de l'architecte américain Louis Sullivan chef de file de l'école de Chicago qui proclamera la dépendance de la forme par rapport à la fonction. 
Cette nouvelle approche apparaît au milieu du XIXe siècle en plein développement de l'industrie et de la vie urbaine. De nombreux types de bâtiments surgissent composés de matériaux nouveaux. 
Quant aux styles historiques susceptibles d'être utilisés et mélangés, ils s'étaient diversifiés durant l'époque romantique qui avait précédé, du fait de l'ouverture des romantiques aux styles des autres peuples et à l'histoire. C'étaient le néo-renaissance, le néo-baroque, le néo-gothique, le style néo-russe, le style néo-byzantin, le style néo-mauresque, le style anglo-indien.   
L'éclectisme connaît en Russie deux étapes de développement : la première de 1830 à 1860 et la seconde de 1870 à 1890. Ces deux étapes ne correspondent pas à un changement de régime politique mais à une évolution sociale en Europe et en Russie, et à un développement d'une classe de clients et des fonctions demandées à l'architecture.
Pour les deux étapes les principaux maîtres sont :
- pour la première :
  - Mikhaïl Bykovski,
  - Constantin Thon,
  - Andreï Stackenschneider ;
- pour la seconde :
  - Constantin Bykovski,
  - Alexandre Kaminski,
  - Roman Klein (en),
  - Alfred Parland,
  - Alexandre Pomerantsev (en),
  - Dmitri Tchitchagov.

## Palais d'Hiver après l'incendie de 1837

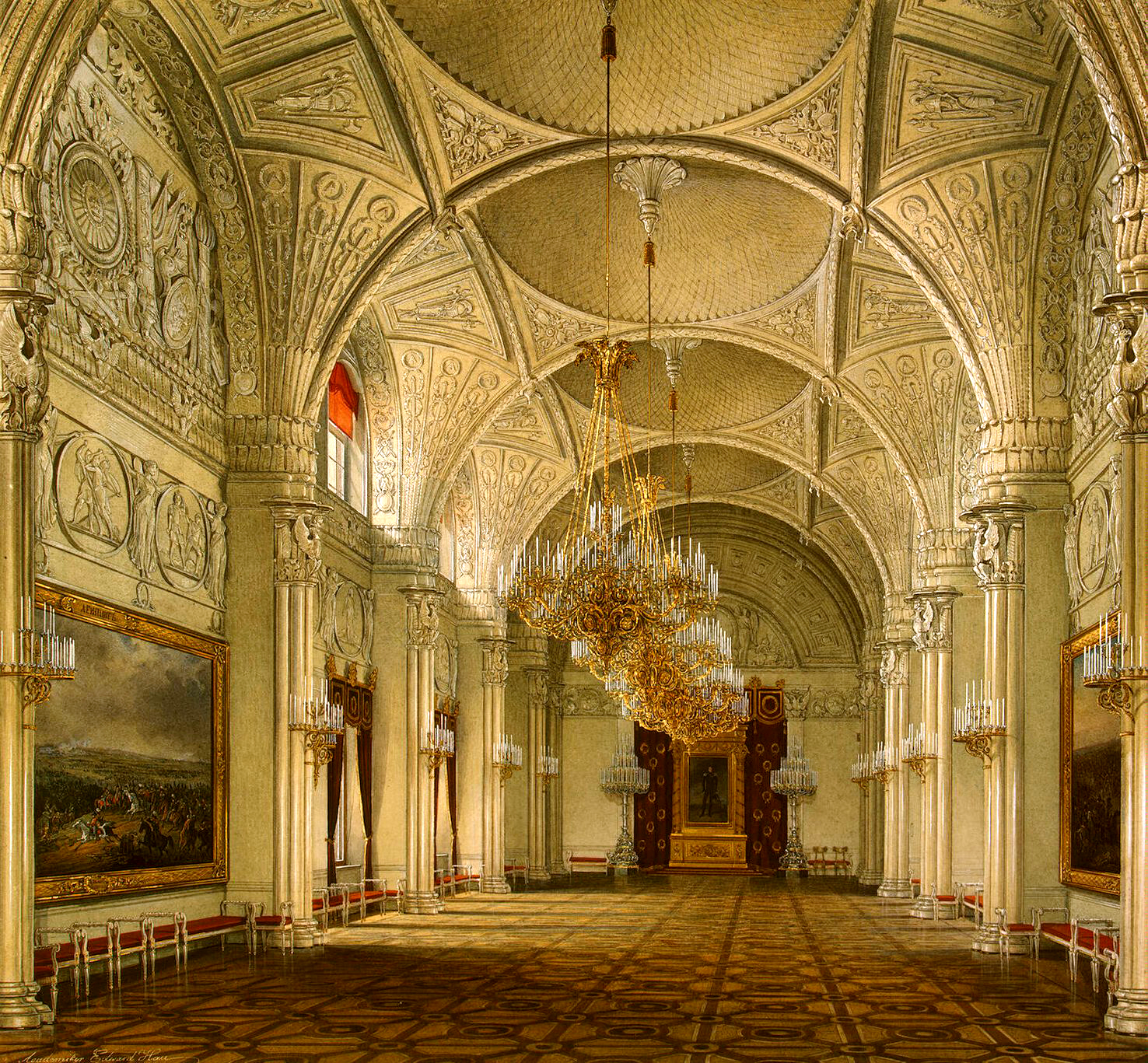
Toile de Eduard Hau, Intérieur du palais d'Hiver après l'incendie  de 1837. The Alexander Hall. 1861, par Alexandre Brioullov
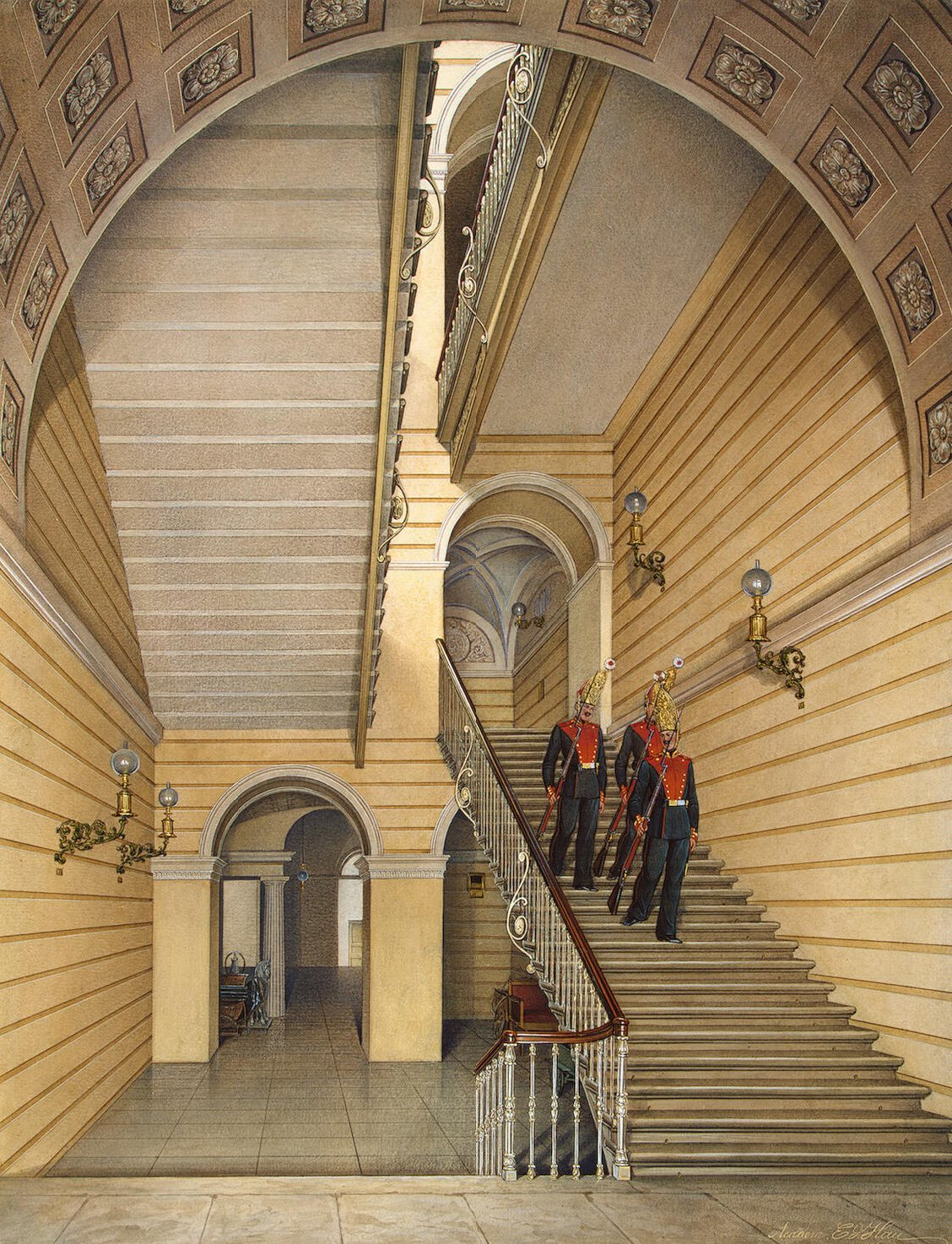
Hau. Intérieur du Palais d'Hiver. Escalier vers la chapelle. 1869, Alexandre Brioullov
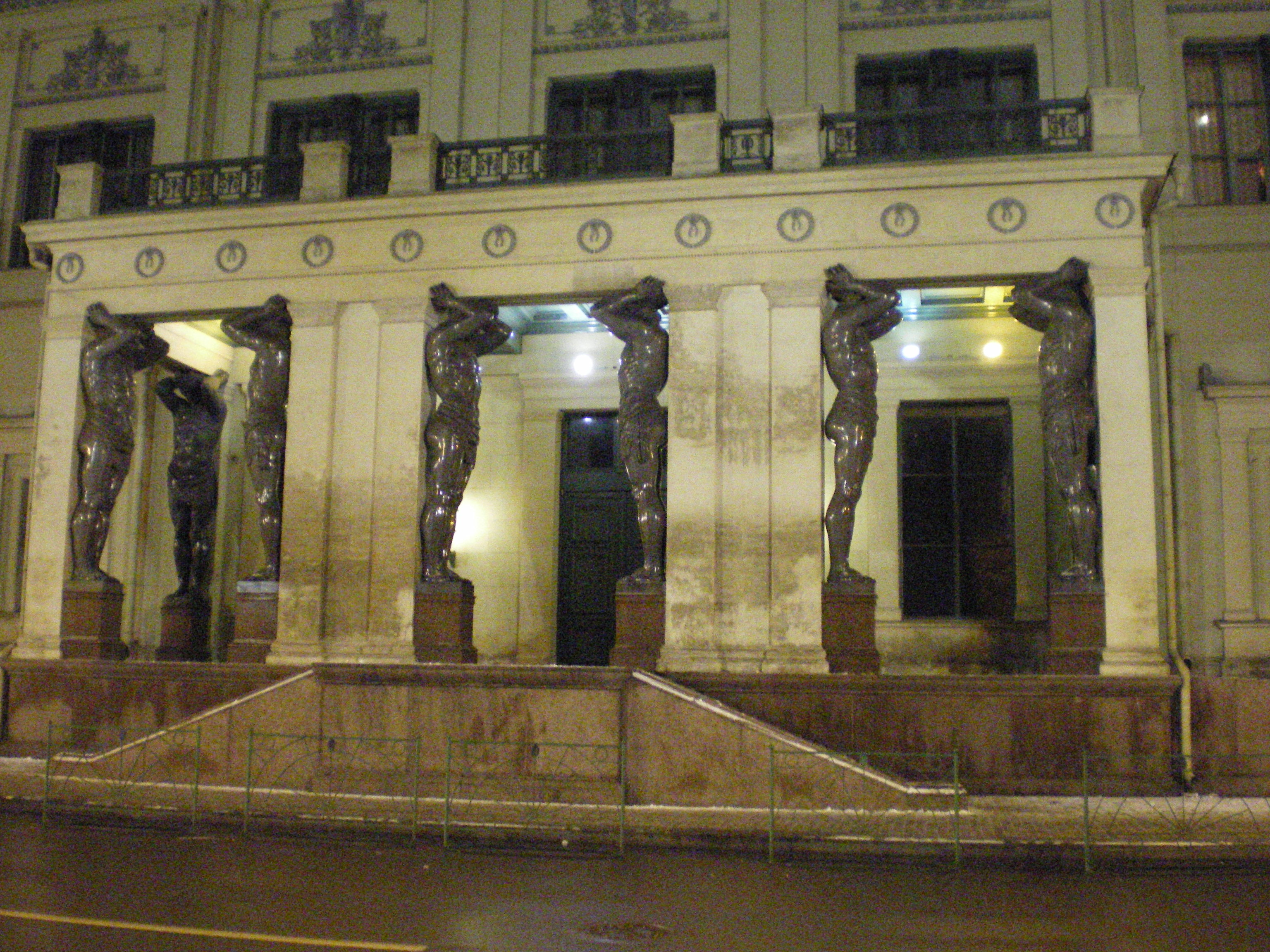
portique du Nouvel Ermitage sculptures d' Alexandre Terebeniov

Le passage du classicisme vers de nouvelles tendances architecturales se manifesta clairement en Russie lorsqu'il s'agit de refaire les salles du Palais d'Hiver après l'incendie de 1837. C'est Alexandre Brioullov qui est chargé de la nouvelle décoration. Celles-ci ne présente aucune limite imposée par tel ou tel style. Chaque salle possède son style propre et cette alternance de salle en salle devient un élément majeur de la composition architecturale. Brioullov reprit ces mêmes caractéristiques pour les intérieurs du musée du Nouvel Ermitage dont les plans sont dus à Leo von Klenze. L'éclectisme de ce musée su justifie par la variété des collections qu'il contient. 

## Immeubles de la place Saint-Isaac à Saint-Pétersbourg

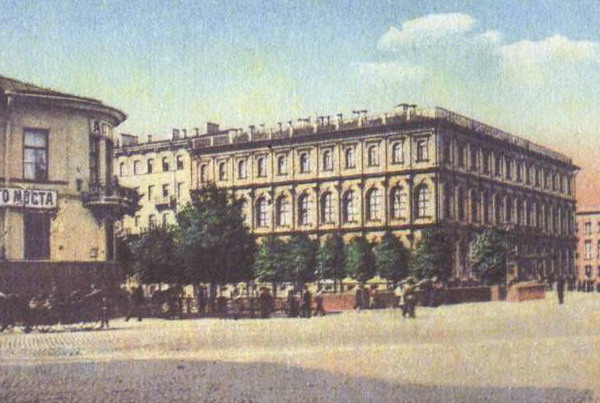
Place St Isaac St-Pétersbourg
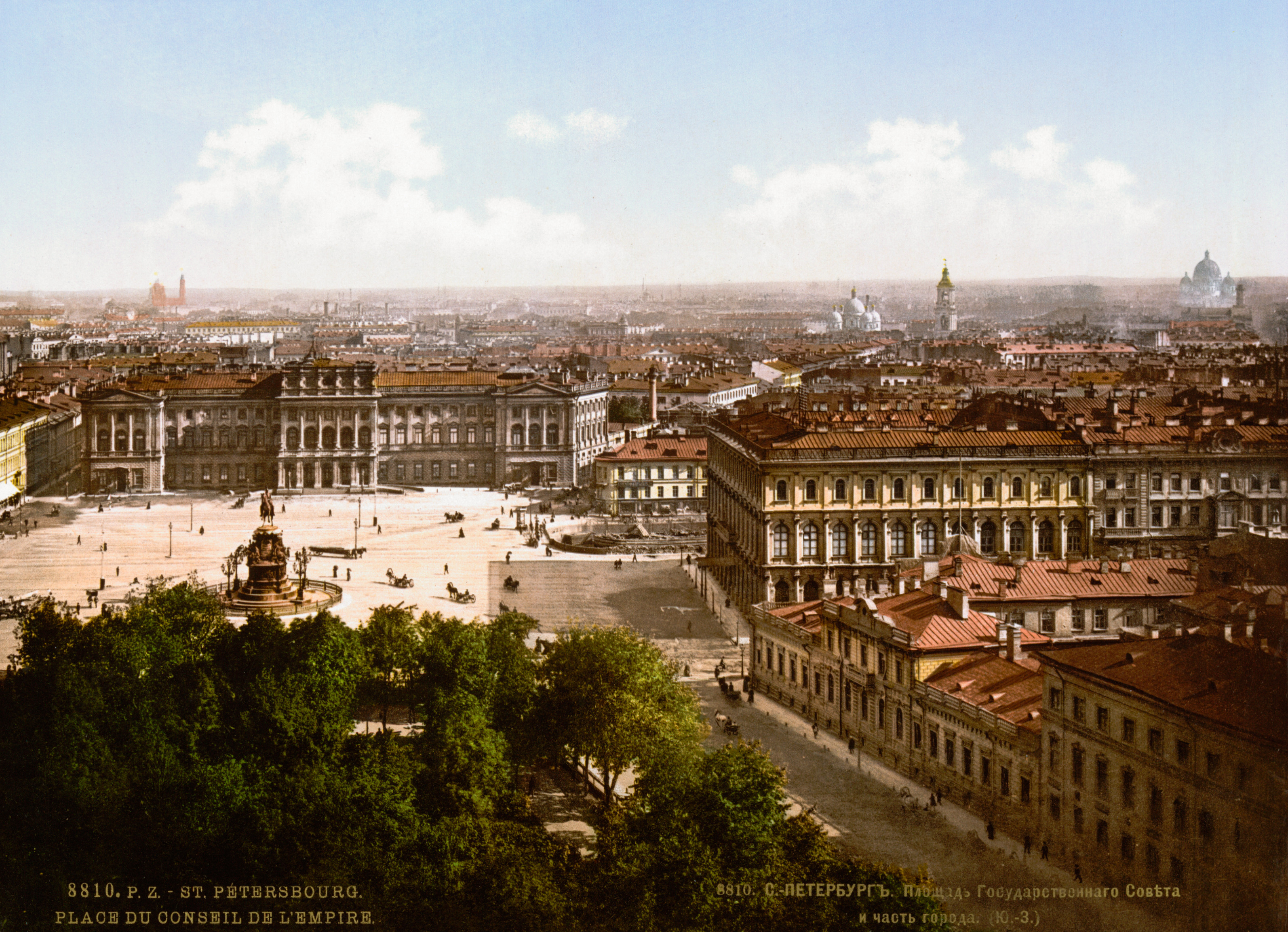
Place St Isaac

L'architecture classique insistait beaucoup sur le centre de la composition du bâtiment. Les accents secondaires étaient soulignés et l'ensemble présentait une grande symétrie. Dans les nouveaux bâtiments éclectiques le centre n'est plus souligné et la symétrie s'efface. Deux immeubles sont bâtis de part et d'autre de la place Saint-Isaac à Saint-Pétersbourg en 1844 et 1853. Le plan est dû à Nikolaï Efimov (ru) (1799-1851). Il n'y a pas encore de mélange de style (quoique les façades soient modelées à partir de motifs de la renaissance italienne) mais des formes austères caractéristiques de l'éclectisme. Les plans sont simples, les trois registres sont presque égaux, les colonnes forment une répétition sereine, sans qu'il n'y ait de centre marqué.

## Constantin Thon

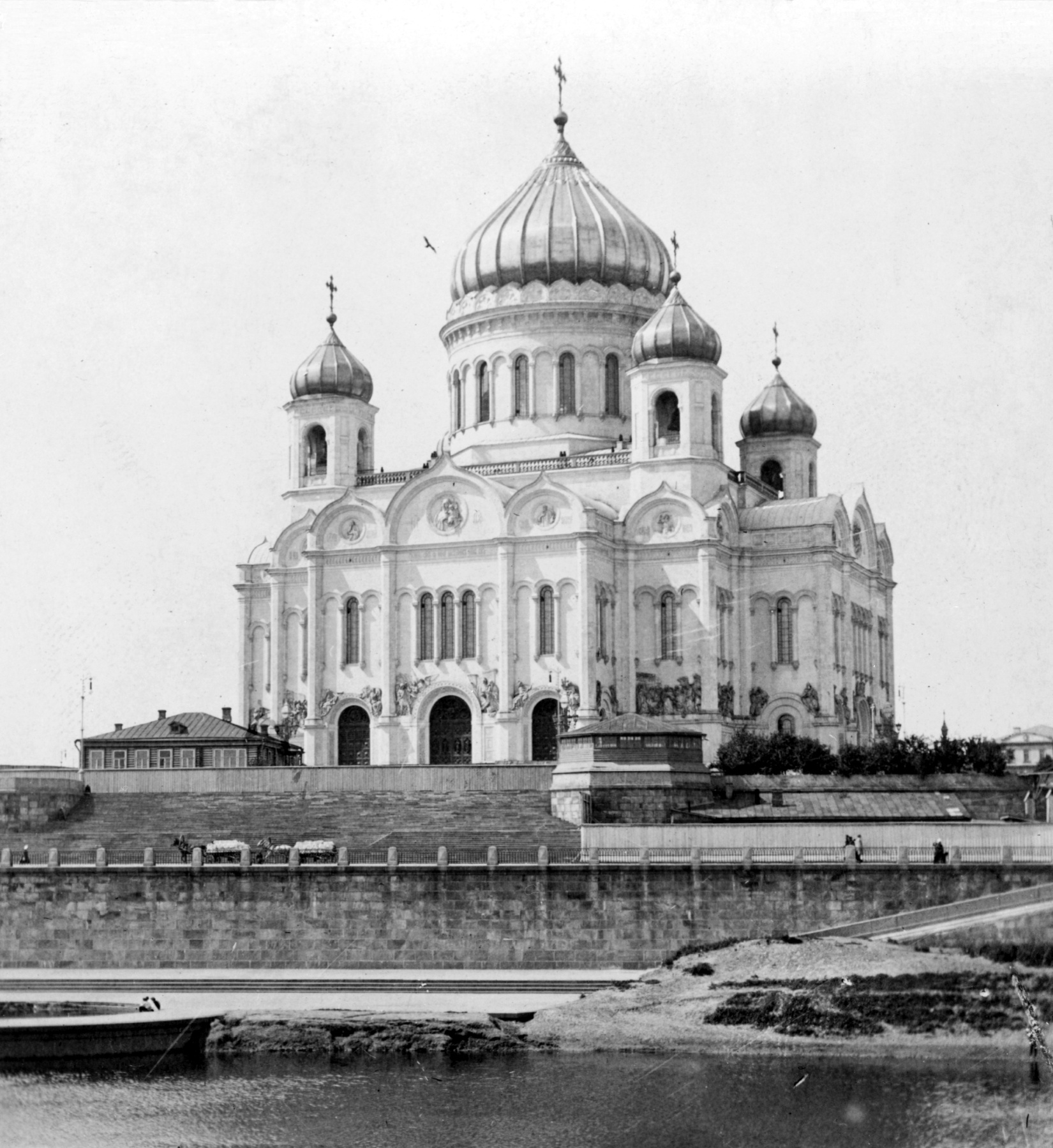
Cathédrale du Christ-Sauveur de Moscou.
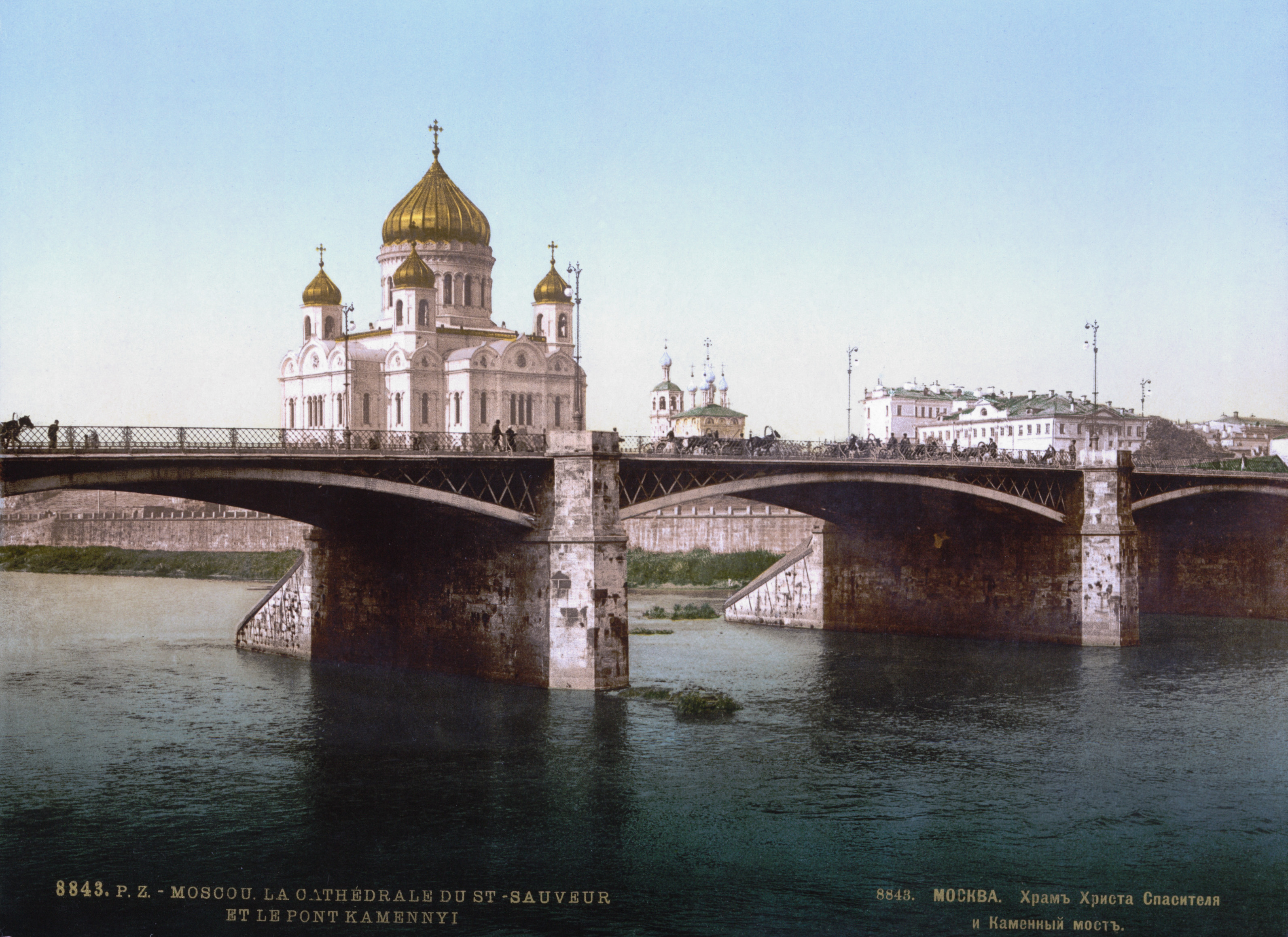
Cathédrale du Christ-Sauveur de Moscou.
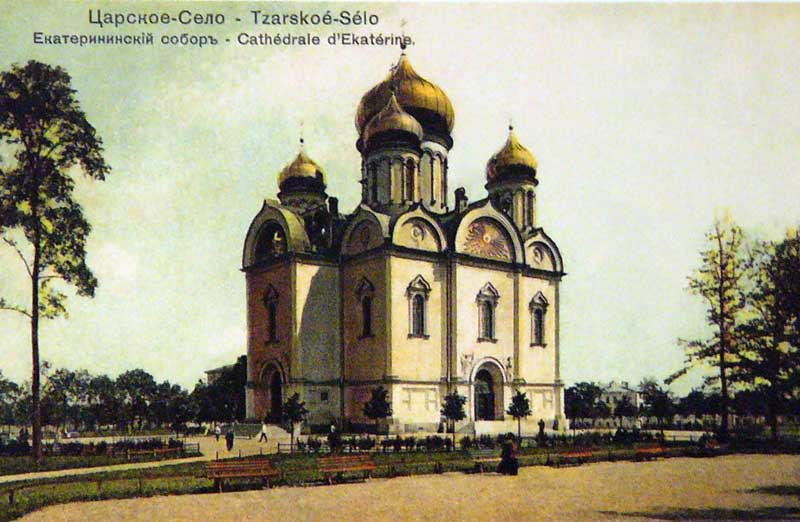
Cathédrale Sainte-Catherine de Tsarskoïe Selo.

Dans le public se répand, vers les années 1830, le thème du national. Les premiers exemples d'éclectisme réalisés dans cet esprit sont liées au style russo-byzantin avec Constantin Thon comme chef de file. Ce style est né de l'intérêt du public pour Byzance et les liens entre l'église orthodoxe et cette ville. Il s'est révélé à nouveau lors des guerres contre la Turquie de 1828-1829 et de celles qui avaient précédé et de celles qui suivirent.
Le travail d'inauguration de ce style par Constantin Thon est représenté par la cathédrale Sainte-Catherine de Tsarskoïe Selo (aujourd'hui Pouchkine, à Saint-Pétersbourg) et le point culminant du même style est représenté par la cathédrale du Christ-Sauveur de Moscou.

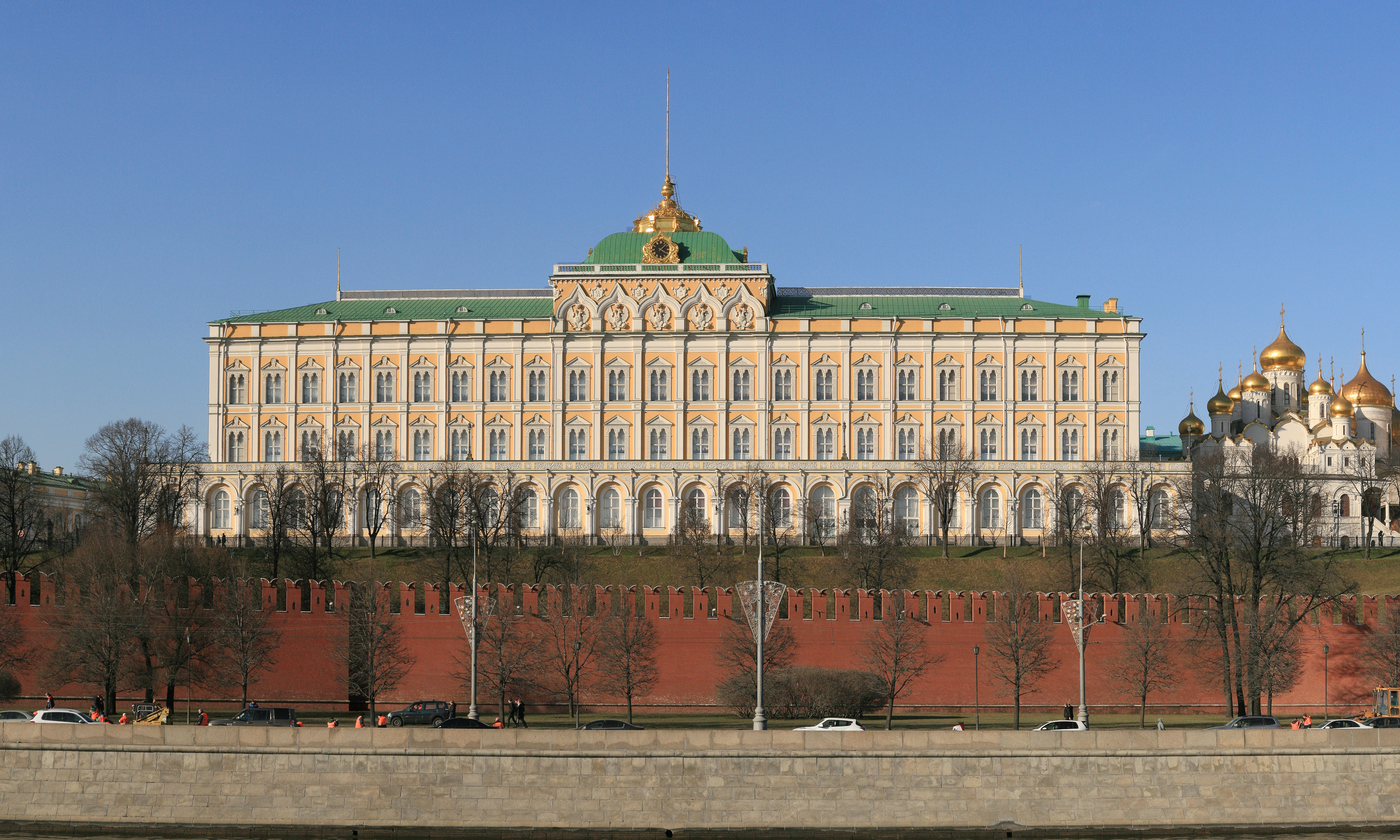
Moscou Grand Palais du Kremlin.
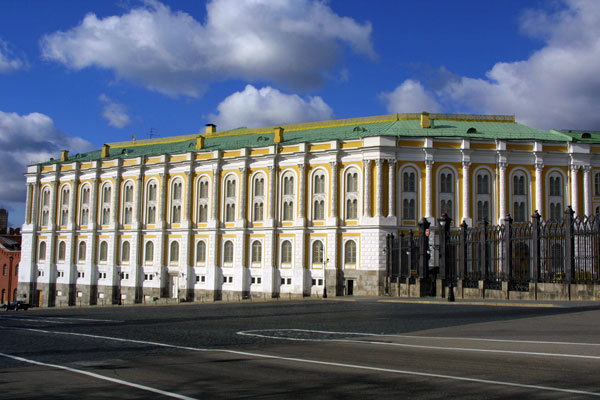
Palais des armures Kremlin.

Thon a également conçu de vastes bâtiments officiels tels que le Grand Palais du Kremlin (1838-1849) et le Palais des armures (1844-1851). Ces édifices respectent les principes de l'éclectisme : d'un côté une symétrie régulière et austère qui provient du classicisme et de l'autre une décoration provenant de l'ancienne Russie. La lourde monumentalité des ensembles côtoie les délicates décorations. Leurs façades ne respectent pas les salles intérieures d'apparat puisqu'elles sont percées d'une multitude de fenêtres. Mais cette caractéristiques leur permet de ne pas troubler la suprématie de l'architecture ancienne des autres immeubles du Kremlin.

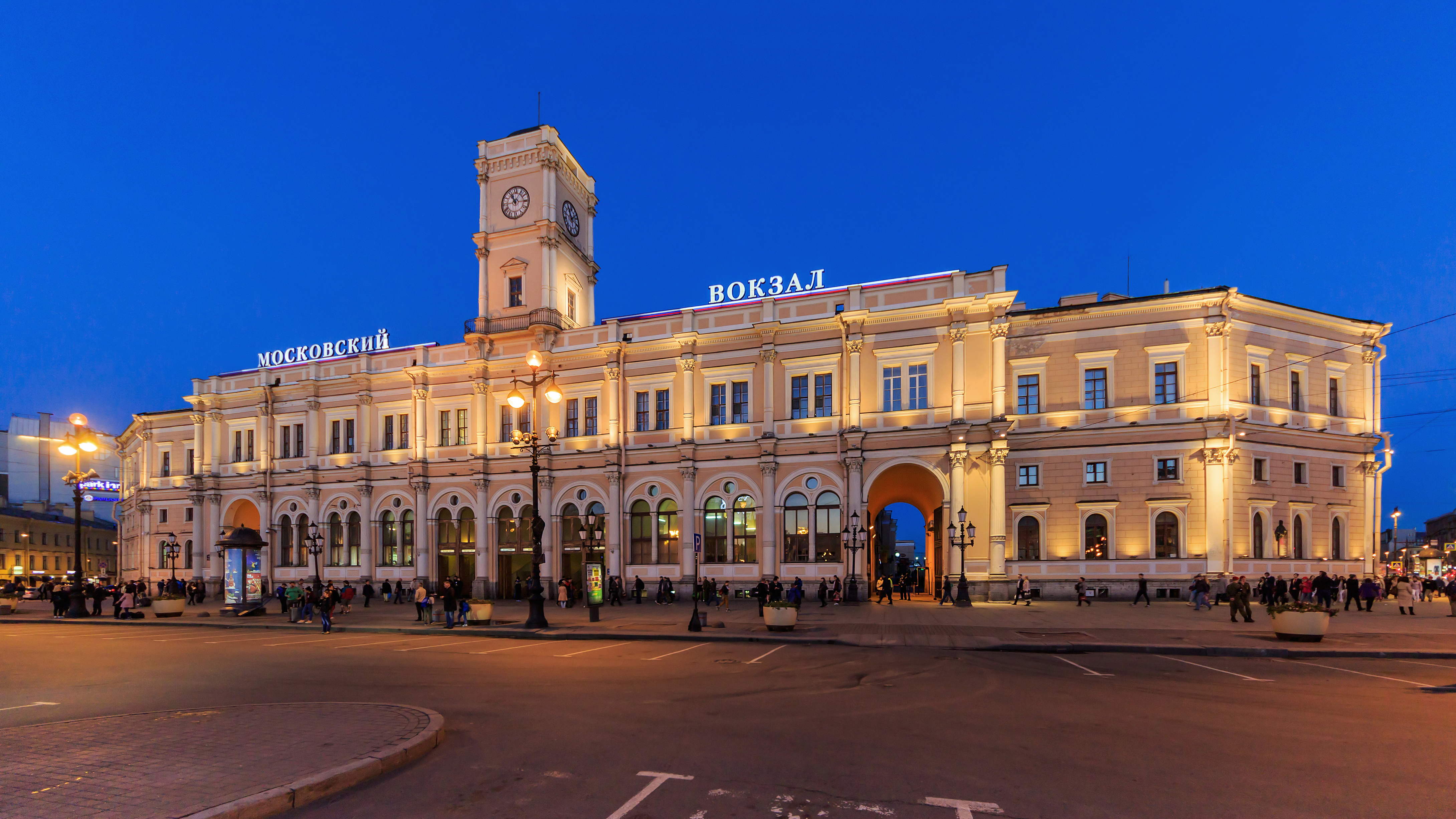
Gare de Moscou à Saint-Petersbourg.
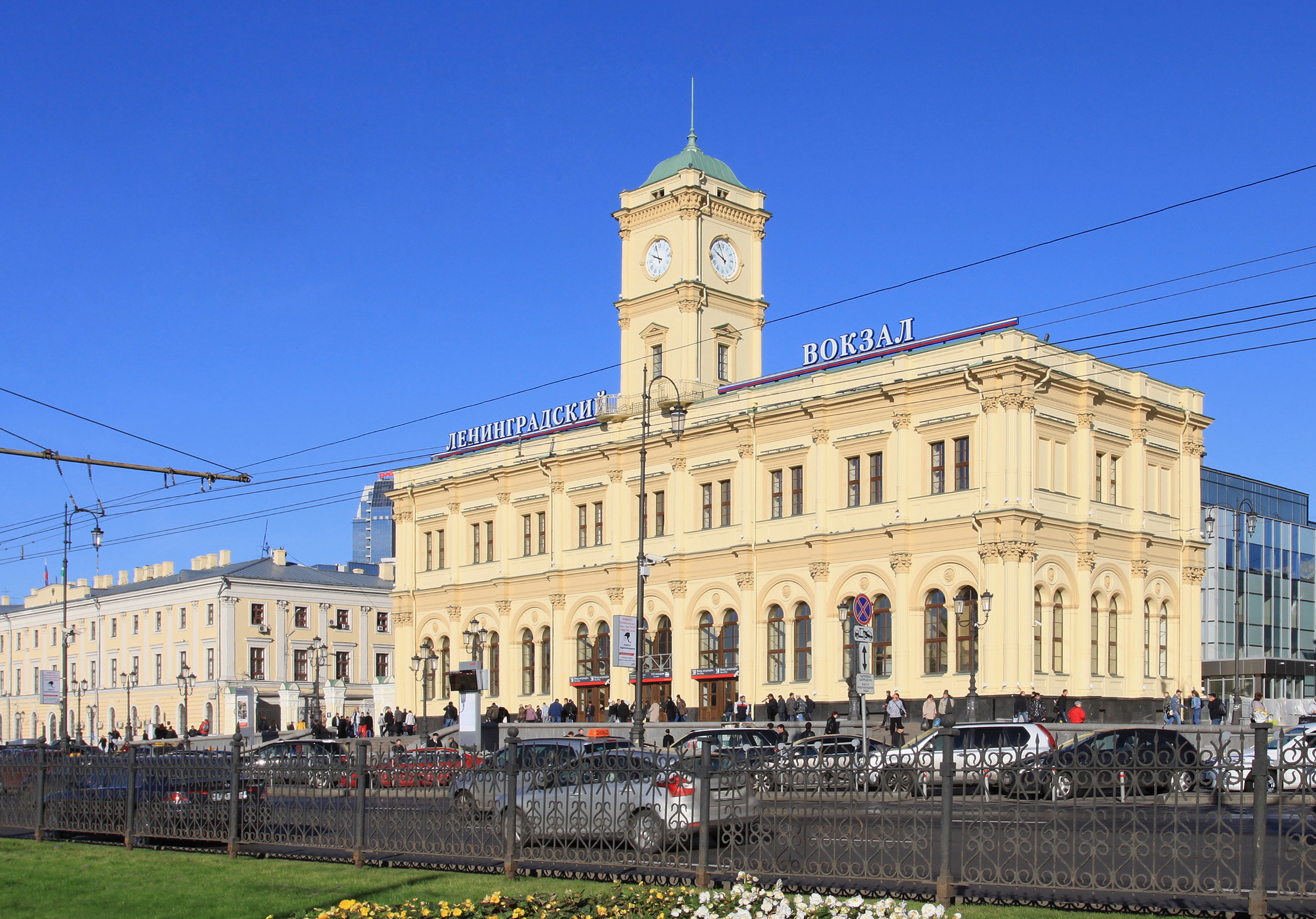
Gare de Saint-Pétersbourg à Moscou.

Thon réalisa aussi les deux gares d'arrivée de la ligne Moscou-Saint-Pétersbourg qui sont des répliques l'une de l'autre. Il s'agit d'une combinaison de motifs provenant de Russie et de la renaissance florentine. Le but étant de symboliser l'union de l'Orient et de l'Occident représentés par la capitale Moscou et la capitale de la Neva, Saint-Pétersbourg.

## Critique
Si l'éclectisme a libéré l'architecture de limitations rigides que lui imposait le classique, il n'a pas pu produire un système propre, c'est-à-dire un nouveau système de valeur en lieu et place de l'ancien. Cela finit par porter atteinte à la qualification professionnelle des architectes et, comme ce fut le cas en Europe occidentale, l'architecture produisit des constructions de mauvais goût nourrissant les goûts bourgeois vulgaires. La seconde partie du XIXe siècle se caractérisa par une croissance extraordinaire des villes selon un processus qui ne connaissait plus de limites. Les compositions monotones des architectes de l'éclectisme, sans centre apparent, s'inscrivaient dans d'interminables façades qui bordaient les rues constituées de flots d'habitations. Souvent l'éclectisme russe vit apparaître des symboles de l'identité nationale mais qui n'étaient que décoratifs et n'affectaient pas la structure du bâtiment ni l'arrangement spatial de la ville, ceci à l'inverse du classicisme qui grâce à son langage universaliste était lié à la tradition nationale par ses procédés d'aménagement de la ville et du volume des constructions.
L'éclectisme laisse un héritage contradictoire : émancipation vis-à-vis des canons formels, distinction entre le beau et l'utile. Mais cette distinction posait plus de problèmes qu'elle n'en résolvait. Finalement, les côtés positifs de l'expérience éclectique forment malgré tout une base indispensable aux développements ultérieurs de l'architecture en Russie et en Europe. 